# Joel Chandler Harris

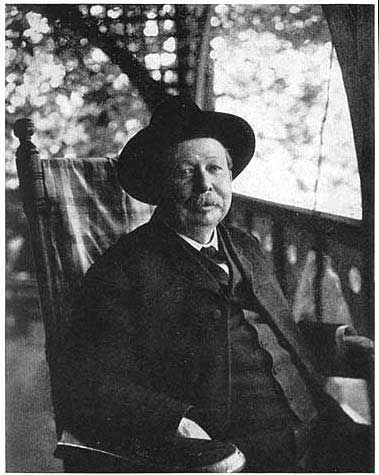
Joel Chandler Harris

Joel Chandler Harris (* 8. Dezember 1848 in Eatonton, Georgia; † 3. Juli 1908 in Atlanta) war ein US-amerikanischer Journalist und Schriftsteller aus dem Bundesstaat Georgia.

## Leben
Bekannt wurde Harris vor allem durch seine Onkel-Remus-Fortsetzungsgeschichten. Die Geschichten erschienen erstmals 1879 in der Zeitung Atlanta Constitution und wurden aufgrund ihres optimistischen Bildes der US-amerikanischen „Rassenbeziehungen“ nach dem offiziellen Ende der Rassentrennung schnell populär. Weiterhin waren sie neuartig in ihrer Verwendung von Dialekten und dem Typus ihres Helden „Bruder Hase“ („Brer Rabbit“), der sich stets mittels List gegen stärkere Gegner durchsetzt. Walt Disney verfilmte die Geschichten 1946 unter dem Titel Onkel Remus’ Wunderland (Song of the South) als Musical mit Realfilm- und Zeichentricksequenzen.
Darüber hinaus schrieb Harris mehrere novellistische Darstellungen des Landlebens in Georgia, die ebenfalls der Local color fiction zuzurechnen sind. 
1905 wurde er in die American Academy of Arts and Letters gewählt.

## Werke

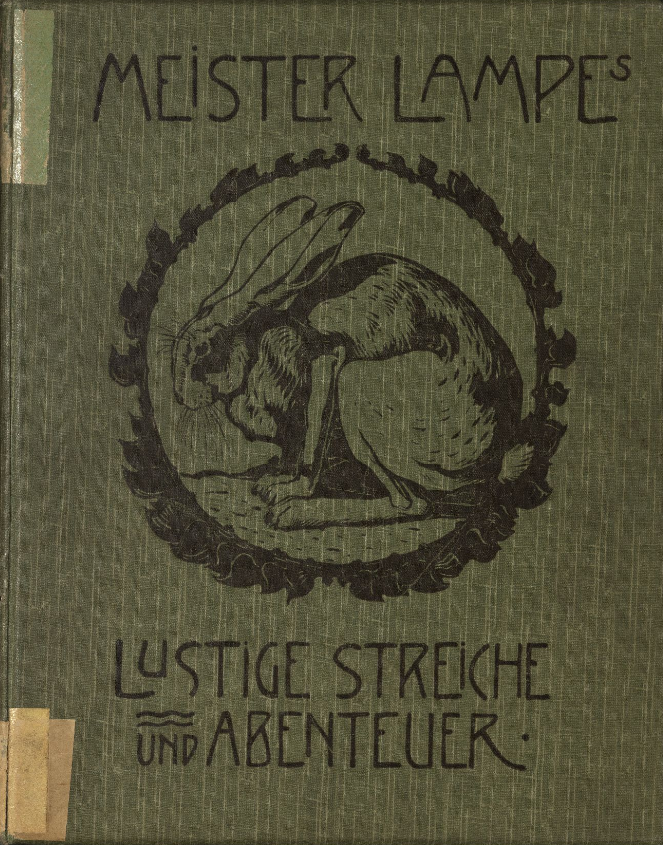
Meister Lampe (1904)

- Uncle Remus. His Songs and His Sayings. The Folk-Lore of the Old Plantation, 1880
  - Meister Lampes lustige Streiche und Abenteuer. Übersetzung Martin Boelitz. Illustrationen Maximilian Liebenwein. Nister, 1904
- Nights with Uncle Remus, 1881/1882
- Uncle Remus and His Friends, 1892
- Uncle Remus and the Little Boy, 1905